# Proprietate intelectuală
Proprietatea intelectuală e o formă de titlu legal care permite posesorului să controleze utilizarea anumitor intangibile, cum ar fi idei sau expresii.
Formele comune de proprietate intelectuală includ: 
- brevet de invenție
- drept de autor
- mărcile inregistrate
- secrete industriale/comerciale.

Dreptul de autor protejează forma unei lucrări expresive originale (literare, artistice sau tehnice). Brevetul de invenție protejează soluții sau idei originale, iar marca înregistrată protejează modul de identificare a unui producător sau a altei surse de reputație.
Aceste drepturi pot fi cedate, închiriate ( licențiate), uneori chiar folosite drept garanție, similar unei proprietăți reale. Aceste drepturi au însă limitări specifice, cum ar fi limitări în timp. Există diferențe substanțiale față de proprietatea clasică; consumul proprietății clasice este exclusiv - dacă cineva mănâncă un măr, nimeni altcineva nu-l mai poate mânca. În cazul intangibilelor acest lucru nu se întâmplă - o carte poate fi multiplicată în oricâte exemplare fără să afecteze vreun cititor. Drepturile de proprietate intelectuală sînt acordate de stat în scopul încurajării creeări de asemenea intangibile. În cazul încălcării acestor drepturi proprietarul poate acționa în justiție.
Scopul principal al drepturilor de proprietate intelectuală este de a încuraja crearea unei mari varietăți de bunuri intelectuale. Pentru a realiza acest lucru, legea oferă oamenilor și întreprinderilor drepturi de proprietate asupra informațiilor și bunurilor intelectuale pe care le creează, de regulă, pentru o perioadă limitată de timp. Aceasta oferă stimulente economice pentru crearea lor, deoarece permite oamenilor să profite de informațiile și bunurile intelectuale pe care le creează. Inovațiile contribuie la progresul tehnologic al țărilor.
Starea actuală de lucruri în domeniu e disputată în unele țări în curs de dezvoltare datorită drenării resurselor interne de către statele industrializate prin intermediul proprietății intelectuale. Statele Unite și Marea Britanie sunt singurele state care au venituri nete consistente aferente proprietății intelectuale; ele sunt principalele promotoare a întăririi acestor drepturi pe plan internațional.

## Istoric
Primele patente au fost acordate în secolul 15 în Anglia și Veneția. Dreptul de autor nu a fost inventat pînă la apariția tiparului și răspîndirea alfabetizării. Regele Angliei era îngrijorat de posibilitatea multiplicării cărților și a promulgat Legea Licențierii în 1662 care a stabilit un registru al cărților licențiate. Statutele reginei Ana a fost prima lege care acorda drepturi autorilor pentru o perioadă fixă de timp. Pe plan internațional, Convenția de la Berna stabilea, la sfîrșitul secolului XIX, limitele protecției dreptului de autor; această convenție e încă în vigoare.
Termenul Proprietate intelectuală apare în Europa tot în secolul XIX; în 1846 e folosit de A. Nion în lucrarea Droits civils des auteurs, artistes et inventeurs.

## Tendințe
Tendința actuală e ca aceste drepturi să fie extinse, încât să acopere domenii noi cum ar fi bazele de date, să extindă durata acestor drepturi sau să înlăture restricții și limitări ale acestor drepturi.
Există opinia că această extindere dăunează exact scopului pentru care aceste drepturi au fost introduse, anume creșterea creației intelectuale. Dat fiind că marea majoritate a ideilor noi sînt clădite pe idei mai vechi, blocarea posibilității de a folosi idei vechi va duce la reducerea producției creative a societății. O manifestare a acestei deformări a utilizării acestor drepturi e apariția de firme care nu creează nimic original, dar obțin profitul în urma proceselor intentate altor firme pe teme de proprietate intelectuală.

## Critici aduse termenului „proprietate intelectuală”
În câteva dintre articolele sale, Richard Stallman, părintele Software-ului Liber consideră termenul „proprietate intelectuală” (en: "intellectual property") ca fiind ambiguu și recomandă folosirea termenilor copyright, trademark sau patent, în funcție de context.

## Tipuri de "proprietate intelectuală"
- Drept de autor
- Brevet de invenție
- Marcă înregistrată
- Secret industrial
- Desene industriale
- Import paralel
- Drepturi morale